# Tollan
Tollan (Lugar donde abundan los Tules, en náhuatl). En la mitología mesoamericana, Tollan era la ciudad gobernada por Quetzalcóatl, la Serpiente Emplumada. Tollan está vinculada con otro lugar mítico, el Tamoanchan, una especie de paraíso. No debe confundirse la ciudad mítica con las ciudades terrenales de Tula[cita requerida], Cholula y Teotihuacán, todas ellas nombradas Tollan, en virtud de que fueron grandes capitales.
Según el mito, los habitantes de Tollan cultivaban algodón de colores, maíz de la mejor calidad y vivían en paz. Sin embargo, Tezcatlipoca, el eterno rival de Quetzalcóatl, lo embriagó con pulque (octli) y lo hizo fornicar con su hermana Xochiquétzal. Avergonzado por lo ocurrido, Quetzalcóatl se retiró de la ciudad que gobernaba, prometiendo regresar en otro año que llevara el nombre de aquel en que había nacido Ce- Ácatl (1 Caña). 
Años más tarde, Tollan se convirtió en un lugar donde se enseñaban las buenas costumbres.
- Datos: Q1368626